# Thecla scoteia
Thecla scoteia är en fjärilsart som beskrevs av William Chapman Hewitson 1877. Thecla scoteia ingår i släktet Thecla och familjen juvelvingar. Inga underarter finns listade i Catalogue of Life.